# The Edge of Infinity
«The Edge of Infinity» — третій студійний альбом швейцарського симфо-метал-гурту Lunatica. Реліз відбувся 28 серпня 2006.

## Список композицій
1. "Introduction" - 1:56
2. "The Edge of Infinity" - 4:08
3. "Sons of the Wind" - 5:25
4. "Who You Are" - 3:41
5. "Out!" - 3:42
6. "Song for You" (разом з John Payne) - 4:09
7. "Together" - 4:02
8. "The Power of Love" - 5:17
9. "Words Unleashed" - 4:15
10. "EmOcean" - 8:50 (разом з Олівером Хартманом в певних виданнях)

## Учасники запису
- Андреа Детвілер — вокал
- Сандро Д'Ікау — гітари, хоровий спів
- Енді Лювенбергер — гітари, хоровий спів
- Алекс Сайберл — клавіші, хоровий спів
- Ронні Вульф — ударні, хоровий спів
- Еміліо "МГі" Баррантес — бас-гітара, хоровий спів

## Чарти
| Чарт (2006)           | Місце |
| --------------------- | ----- |
| Japanese Albums Chart | 270   |
| Swiss Albums Chart    | 76    |